# Incorporation (Déclaration des droits)
Pour les articles homonymes, voir Incorporation.
L’« incorporation » de la Déclaration des Droits désigne, dans le droit des États-Unis, le processus graduel initié au vingtième siècle par lequel les juridictions américaines ont rendu applicables contre les États fédérés les droits contenus dans le Bill of Rights (la déclaration des droits américaine).
Avant 1925, le Bill of Rights était considéré comme ne s'appliquant qu'au gouvernement fédéral. En vertu des nombreuses jurisprudences de la « doctrine d'incorporation », la plupart des dispositions du Bill of Rights s'imposent désormais aujourd'hui également aux États individuels et aux autorités locales (comtés, villes, etc.). Ce processus a été rendu possible par l'application de la « Due process clause » du Quatorzième amendement de la Constitution, clause de garantie d'une procédure légale régulière (due process of law) d'un procès conforme au droit.
Antérieurement à la ratification de ce Quatorzième amendement en 1868 et au développement de la doctrine d'incorporation, la Cour suprême des États-Unis avait jugé en 1833 dans un arrêt d'importance historique Barron v. Baltimore que le Bill of Rights ne s'appliquait qu'au gouvernement fédéral, et non aux gouvernements des États individuels (State governments). Cette affaire créa un précédent juridique particulièrement difficile à surmonter pour le gouvernement fédéral américain, en posant que la garantie des libertés individuelles par les huit premiers amendements de la Déclaration des droits n'était pas opposable aux États. C'est ainsi que plusieurs années encore après la ratification du Quatorzième amendement, la Cour Suprême considérait toujours dans son arrêt United States v. Cruikshank (1875) que le Premier amendement et le Second amendement ne s'appliquaient pas aux États.
C'est seulement à partir des années 1920 et surtout au cours des années 1950-1960, période d'activisme judiciaire où la Cour Warren (en) poursuivit une logique d’extension des droits, que la Cour Suprême a interprété dans une longue série de décisions les dispositions du Quatorzième amendement de façon à « incorporer » la plupart des droits énoncés par le Bill of Rights, rendant progressivement ceux-ci opposables pour la première fois, un par un, aux gouvernements des États.

## Aspects historiques du processus d'incorporation

### Origines et portée
Les origines de la doctrine d'incorporation ont pu être retrouvées dans un célèbre arrêt Chicago, Burlington & Quincy Railroad Co. v. City of Chicago (en) (1897) dans lequel la Cour Suprême a fait prévaloir la clause d'expropriation du cinquième amendement en requérant une forme de juste indemnité pour des biens expropriés par les autorités d’États ou locales, alors même qu'il existait une législation locale équivalente. Cependant c'est à l'arrêt Gitlow v. New York (1925), dans lequel la Cour suprême déclara expressément que les États devaient protéger la liberté d'expression, que la plupart des auteurs font remonter le début du processus d'incorporation.
Les dispositions du Bill of Rights que la Cour Suprême a soit refusé d'incorporer, soit dont la possibilité d'incorporation n'a encore été examinée dans aucune instance devant elle, sont notamment le droit à une mise en accusation devant un Grand Jury en matière pénale, qui découle du cinquième amendement, ainsi que celui à un procès civil par jury, issu du septième amendement. À titre d'exemple on peut encore citer parmi les quelques dispositions dont l'incorporation n'a pas encore été évoquée devant la Cour Suprême, la prohibition du cantonnement de troupes dans les domiciles privés sans le consentement du maître des lieux (sauf en temps de guerre dans les conditions définies par la Loi), qui est prévue par le troisième amendement.
L'incorporation concerne les principes fondamentaux aussi bien que les règles de procédures que doivent respecter les législations des États (le droit substantiel et le droit procédural). Ainsi, sur le plan des droits fondamentaux, les États doivent par exemple tenir compte de l'interdiction prévue par le Premier amendement d'établir une religion d’État, que les Constitutions et Lois propres des États prévoient ou non une telle interdiction, ou du respect de la liberté d'expression, également prévue par ce même amendement. Dans le domaine des garanties procédurales, tout prévenu ou accusé dans un procès pénal a le droit d'être jugé par un jury (et ceci s'applique dans tous les cas pour un crime), puisque ce droit, issu du sixième amendement, a été rendu applicable aux États. La Cour Suprême a toutefois refusé d'appliquer de façon rétroactive à l'encontre des États de nouvelles garanties procédurales à caractère constitutionnel dans les procès pénaux (arrêt Teague v. Lane, 1989), avec quelques exceptions, et elle a également exempté les États de certaines exigences constitutionnelles si ceux-ci peuvent prouver que les violations de ces dispositions sont « sans danger au-delà de tout doute raisonnable » dans le cas d'espèce.

### Incorporation sélective ou incorporation totale?
Le député John Bingham, rédacteur principal du Quatorzième amendement, défendait l'idée selon laquelle celui-ci rendait applicable les huit premiers amendement du Bill of Rights aux États. Toutefois, la Cour Suprême des États-Unis n'a pas adopté cette vision d'incorporation totale dans sa jurisprudence. Dans l'arrêt de 1947 Adamson v. California, le Juge Hugo Black a émis dans une opinion dissidente l'idée selon laquelle cette incorporation totale devait s'imposer dans l'interprétation que fait la Cour du Quatorzième amendement, en s'appuyant sur l'intention de son rédacteur. Il joignit d'ailleurs à son texte un long appendice citant de façon extensive le témoignage original de Bingham devant le Congrès des États-Unis. Bien que dans l'arrêt Adamson la Cour déclina l’interprétation de Black (dite aussi originaliste), elle adopta dans les 25 ans qui suivirent une doctrine d'incorporation sélective qui réussit à rendre applicable aux États pratiquement toutes les protections offertes par le Bill of Rights, ainsi que d'autres droits, non explicitement énumérés. Le XIVe amendement a grandement étendu les garanties du respect des droits civiques et l'amendement le plus souvent invoqué dans les instances judiciaires aux États-Unis, devant tous les autres amendements à la Constitution des États-Unis.

### L'interprétation de laDue process clausedu14eamendement (clause de garantie d'une procédure équitable)
Le juge Felix Frankfurter a cependant défendu l'idée que le processus d'incorporation devait être progressif et que les juridictions fédérales ne devaient incorporer que les garanties du Bill of Rights dont le non-respect par les États « choquerait la conscience », comme il l'indique dans son opinion de l'arrêt Rochin v. California (1952). Une telle approche d'incorporation sélective reprenait celle du Juge Moody , qui a écrit à l'occasion de l'arrêt Twining v. New Jersey (1908) « [qu']il est possible que certains des droits personnels préservés par les huit premiers amendements contre l'action du gouvernement fédéral puissent devoir aussi être préservés de celle des gouvernements des États, car un refus de ceux-ci serait un déni du respect de la procédure légale régulière (due process of law). S'il en est ainsi, ce n'est pas parce que ces droits sont énumérés dans les huit premiers amendements, mais parce qu'ils sont d'une nature telle qu'ils sont inclus dans la conception même du due process of law ».
L'approche par la notion de due process of law (du 14e amendement) considère donc qu'un droit doit être incorporé non parce qu'il est inclus en tant que tel dans les huit premiers amendements, mais uniquement parce qu'il est nécessaire de par la définition même du due process, qui peut évoluer avec le temps. Par exemple l'opinion majoritaire de Moody dans l'arrêt Twining énonçait que le droit à ne pas être contraint de s'incriminer soi-même en matière pénale, prévu par le cinquième amendement, n'était pas inhérent à la conception du due process, mais elle a été contredite par l'arrêt Malloy v. Hogan (1964). De façon similaire, le Juge Cardozo écrivit dans l'arrêt Palko v. Connecticut (1937) que la règle non bis in idem également énoncée dans ce même amendement n'était pas inhérente au due process et donc ne s'appliquait pas aux États, mais ceci fut contredit dans l'arrêt Benton v. Maryland (1969). L'approche dite incrémentaliste de Frankfurter l'a emporté, mais le résultat final est très proche de celui qui était défendu par le Juge Black, aux exceptions soulignées plus bas.

### Incorporation en vertu de laPrivileges or immunities clause
Certains auteurs ont suggéré que la Clause de protection des privilèges ou immunités (en) du quatorzième amendement serait une base textuelle plus appropriée que celle du due process pour l'incorporation du Bill of Rights. Il est souvent dit que l'arrêt Slaughter-House Cases (1873) « a vidé de son sens la clause des privilèges ou immunités » et a donc empêché qu'on puisse l'utiliser pour appliquer le Bill of Rights contre les États. Dans son opinion dissidente de l'arrêt Adamson v. California cependant, le juge Hugo Black a fait remarquer que l'arrêt Slaughter-House Cases n'impliquait directement aucun des droits énumérés dans la Constitution, en indiquant :
« The state law under consideration in the Slaughter-House cases was only challenged as one which authorized a monopoly, and the brief for the challenger properly conceded that there was "no direct constitutional provision against a monopoly". The argument did not invoke any specific provision of the Bill of Rights, but urged that the state monopoly statute violated "the natural right of a person" to do business and engage in his trade or vocation. »
« La Loi d’État en cause dans l'arrêt Slaughter-House cases était seulement contestée en tant qu'elle autorisait un monopole, et le mémoire de la partie adverse concédait à juste titre qu'il n'y avait « aucune disposition constitutionnelle spécifique interdisant les monopoles ». L'argument ne faisait référence à aucune disposition particulière de la Déclaration des Droits, mais soutenait que le statut monopolistique de l’État violait le « droit naturel de la personne » à faire des affaires et exercer son métier ou sa vocation. »
Par conséquent, du point de vue du Juge Black, l'arrêt Slaughter-House ne devrait pas empêcher l'incorporation des droits du Bill of Rights par les États, en vertu de Privileges or Immunities clause. Certains auteurs vont encore plus loin, et soutiennent que cet arrêt va explicitement dans le sens d'une incorporation du Bill of Rights aux États.
Dans les dicta de l'arrêt Slaughter-House le juge Samuel Freeman Miller (en) a été jusqu'à reconnaître que « The right to peaceably assemble and petition for redress of grievances, the privilege of the writ of habeas corpus, are rights of the citizen guaranteed by the Federal Constitution » (« Le droit de se réunir pacifiquement et de demander réparation des griefs subis, le privilège du mandat d'habeas corpus, sont des droits des citoyens garantis par la Constitution fédérale »), bien que dans le contexte de l'affaire il est possible que le Juge Miller se soit référé aux seules réunions en vue d'adresser des requêtes au gouvernement fédéral ,.
Dans son arrêt de principe McDonald v. Chicago (2010), la Cour suprême a jugé que les dispositions du second amendement étaient incorporés en vertu de la due process clause du quatorzième amendement. Cependant, le Juge Clarence Thomas a critiqué cette approche dans une opinion majoritaire divergente, et a soutenu l'idée qu'il était possible d'arriver au même résultat de par la Privileges and Immunities clause. Les autres juges de la Cour suprême n'ont pas remis en cause cette approche dans leurs opinions respectives. Certains auteurs voient là une résurrection de la Privileges or Immunities Clause.

## Incorporation des différents amendements
De nombreuses dispositions du premier amendement ont été rendues applicables aux États dans les années 1930 et 1940, mais la plupart des garanties procédurales pour les mis en cause dans les procès pénaux n'ont pas été imposées aux États avant la période du Chief Juge Earl Warren dans les années 1960, bien connue pour ses préoccupations concernant les droits des individus en matière pénale, qui a conduit à imposer aux règles de procédure pénale des États les garanties exigées pour les juridictions répressives fédérales.
La liste qui suit énumère, par amendement et alinéa individuels, les arrêts de la Cour suprême qui ont incorporé les droits contenus dans le Bill of Rights. Le neuvième amendement de la Constitution n'est pas dans cette liste, ce texte indiquant « qu'il n'est pas en fait une source de droit en soit, il s'agit simplement d'une règle de lecture de la Constitution » Le dixième amendement n'est pas non plus listé : de par sa rédaction, il vise à préserver les pouvoirs des États et du Peuple.

### Ieramendement
Garantie contre l'établissement d'une religion par l’État
Cette disposition a été incorporée à l'encontre des États, voir l'arrêt Everson v. Board of Education.
Protection du libre exercice de la religion
Cette disposition a été incorporée à l'encontre des États, voir l'arrêt Cantwell v. Connecticut, 1940.
Protection de la liberté d'expression
Cette disposition a été incorporée à l'encontre des États, voir l'arrêt Gitlow v. New York, 1925.
Protection de la liberté de la presse
Cette disposition a été incorporée à l'encontre des États, voir l'arrêt Near v. Minnesota, (1931).
Protection du droit des citoyens de se réunir de façon pacifique
Cette disposition a été incorporée à l'encontre des États, voir l'arrêt DeJonge v. Oregon, (1937).
Droit de pétition pour obtenir réparation des torts subis
L'incorporation est suggérée par la décision Edwards v. South Carolina, (1963) et est en essence à la base de Romer v. Evans, (1996).
Protection du droit d'association
- Ce droit, qui n'est pas textuellement prévu dans le premier amendement, a été pour la première fois mentionné dans l'arrêtNAACP v. Alabama (1958), et a été alors appliqué aux États.

### IIeamendement
Le droit de détenir et porter des armes a été incorporé à l'encontre des États, voir l'arrêt McDonald v. Chicago (2010), qui précise la portée d'une précédente décision Heller v. District of Columbia de 2008, qui allait dans le même sens. Ceci étant des interrogations étaient apparues sur l'applicabilité de cet arrêt aux États, dans la mesure où le District de Columbia est un territoire fédéral.

### IIIeamendement
La protection contre le cantonnement forcé de troupes dans un domicile privé a été incorporée à l'encontre des seuls États dans le ressort du la Cour d'appel des États-Unis pour le deuxième circuit, soit le Connecticut, l'État de New York et le Vermont (arrêt Engblom v. carey, 1982) mais n'a pas été incorporée pour les autres États, à défaut d'une décision de la Cour Suprême, qui seule pourrait avoir autorité de la chose jugée sur l'ensemble du territoire des États-Unis.
La Cour d'appel des États-Unis pour le dixième circuit a suggéré dans son arrêt United States v. Nichols de 1988 que ce droit est incorporé car le Bill of Rights codifie explicitement le système de libre possession développé dans la Loi Anglaise [pré-révolutionnaire], à travers les troisième, quatrième et cinquième amendements de la Constitution, et que le Quatorzième amendement interdit également de la même façon les États de priver les citoyens de leur propriété sans respect de la procédure légale régulière (due process of law).

### IVeamendement
- Protection contre les perquisitions et saisies non motivées (unreasonable searches and seizures clause) a été incorporé à l'encontre des États par l’arrêt Wolf v. Colorado (1949);
- La protection des prévenus ou des accusés contre les éléments de preuves appréhendés de façon illégale, dite Exclusionary rule (règle d'exclusion, en droit français, elle correspond à une prescription à peine de nullité) a été incorporée à l'encontre des États par l'arrêt Mapp v. Ohio (1961). Dans l'affaire Mapp, la Cour suprême a effectué sur l'application de cette règle un revirement de la jurisprudence Wolf v. Colorado précédemment citée. En effet dans cet arrêt si la Cour avait jugé que le Quatrième amendement de la Constitution des États-Unis s'appliquait bien aux États (et que par suite ils ne devaient pas s'engager dans des perquisitions et saisies non motivées), ce n'était pas le cas de la règle d'exclusion, ce qui signifie que les États demeuraient libres de déterminer les solutions juridiques qu'ils jugeaient appropriées en ce qui concerne les éléments de preuves qui avaient été obtenue lors de perquisitions et saisies illégales.

Nécessité d'un mandat et de présomptions sérieuses
L'obligation d'un mandat judiciaire s'appuyant sur des présomptions sérieuses (probable cause) a été incorporée à l'encontre des États par l'arrêt Aguilar v. Texas (1964).
L'arrêt Ker v. California (1963) avait par ailleurs incorporé les différents critères pour déterminer qu'une perquisition ou une saisie effectuées sans mandat était ou non déraisonnable.